# Jan Boklöv
Jan Boklöv, švedski smučarski skakalec, * 14. april 1966, Malmberget.

## Življenjepis
Rodil se je v mestu Malmberget. Ta kraj leži na severu Švedske in je od Stockholma oddaljen 1.140 km. Jan Boklöv je naslednji ponovni začetnik V-tehnike skakanja v smučarskih skokih. Skakalni svet je presenetil, ko je v sezoni 1986/87 na tekmi Novoletne turneje v Oberstdorfu skakal drugače kot vsi ostali skakalci. Dosegal je daljave, ki so bile daljše tudi 10 metrov od najboljšega. Njegove skoke so zaradi nenavadnega sloga ocenjevali slabše, vendar je kljub temu dosegal visoke uvrstitve. Prvič je zmagal v sezoni 1988/89, v isti sezoni pa je po zaslugi svoje tehnike osvojil svetovni pokal. Nato pa se je Svetovna smučarska zveza odločila, da morajo vsi skakalci uporabljati Švedovo tehniko, marsikdo pa se na spremembo ni hitro navadil. Boklöv se po uvedbi ni več mogel kosati z najboljšimi, na olimpijskih igrah v Albertvillu  je bil šele 47. na veliki skakalnici, na preizkušnjo na mali pa se sploh ni uvrstil. Svoj zadnji nastop v svetovnem pokalu je zabeležil v  sezoni 1992/93. 

## Dosežki
Zmage
Boklöv je v svetovnem pokalu dosegel 5 zmag:
| Sezona  | Država/Prizorišče |
| ------- | ----------------- |
| 1988/89 | Lake Placid       |
| 1988/89 | Saporo            |
| 1988/89 | Innsbruck         |
| 1988/89 | Harrachov         |
| 1988/89 | Chamonix          |